# 約翰·卡彭特 (遊戲節目參賽者)
約翰·卡彭特 （1967年12月24日—)，美國國稅局職員，其於1999年11月19日成為遊戲節目《百萬富翁》美國版本的首位贏家。他一直都保持著獎金最多的美國遊戲節目贏家的頭銜，直至拉希姆·奧伯霍爾策於2000年在美國遊戲節目《二十一》中贏得$112萬的獎金為止。他亦是世界上首個勝出《百萬富翁》的參賽者。

## 生平
卡彭特生於美國康涅狄格州哈姆登。於1986年，他入讀罗格斯大学。四年後，他畢業並取得經濟學学士学位。之後，他於達美樂披薩開始工作。在達美樂披薩工作期間，他曾經被持槍匪徒打劫。於1991年1月，他於美国国家税务局就職。於1996年11月，他遇到了其正在於富利波士頓工作的未來妻子德比·王。他們於1998年8月結婚。卡彭特稱自己參加《百萬富翁》時，年齡為31歲。當他於《百萬富翁》中揭露自己是於美国国家税务局工作時，全場觀眾都開玩笑地發出噓聲。

## 《百萬富翁》
卡彭特在沒有使用任何錦囊的情況下，順利回答首14條問題。到了第15條時，其問題為「以下哪位美國總統曾於電視系列節目《Laugh-In》上出現？」，而選擇則有A—林登·约翰逊；B—理查德·尼克松；C—吉米·卡特；D—杰拉尔德·福特。正確答案為B。
| 100萬美元（第15題）—沒有時間限制                     |                    |
| 以下哪位美國總統曾於電視系列節目《Laugh-In》上出現？ |                    |
| • A: 林登·约翰逊                                     | • B: 理查德·尼克松 |
| • C: 吉米·卡特                                       | • D: 杰拉尔德·福特 |

當主持人說出問題後，卡彭特決定使用「打電話問老友」錦囊致電其父親湯姆。之後的對話是卡彭特參與《百萬富翁》中最具代表性的一環：
主持人瑞吉斯·菲爾賓：……約翰，你有30秒的時間，現在開始。
卡彭特：呃……嗨，爸爸。
湯姆：嗨！
卡彭特：嗯……我並不真的需要你的協助，我只是想讓你知道我將要贏得100萬美元……
（觀眾開始大笑，然後開始歡呼）
卡彭特：（時間剩餘8秒時開始說話）因為於電視系列節目《Laugh-In》上出現的美國總統是理查德·尼克松。這是我的最終答案。
主持人：嗯，我的天哪。我只能說：德比，你將要去巴黎了（卡彭特的妻子德比在先前與主持人的對答中，透露贏得獎金後會前往巴黎旅遊），而全世界都聽到他的最終答案，他贏得了100萬美元！

（觀眾歡呼）
卡彭特後來解釋，因為他認為不用任何錦囊會讓他顯得驕傲自大，所以他唯有使用一個錦囊。他亦指出唯一一個令他慌張的問題，就是問OK牧場槍戰的地點。卡彭特最終想起電影《絕命終結者》中曾出現OK牧場槍戰，因此記起確地點為汤姆斯通。
當他勝出《百萬富翁》後，他有意辭去美国国家税务局的工作，但最終決定繼續工作。他於《吉卜林的个人理财杂志》上指出「除稅後，它（《百萬富翁》的獎金）不再是能改變生活的金額」。

## 勝出《百萬富翁》後
在勝出《百萬富翁》後不久，卡彭特參與了《週六夜現場》、《早安美國》、《雷吉斯与凯莉现场秀》和《晚间秀》。
於2000年，卡彭特參加了《百萬富翁冠軍版》。此節目邀請所有以往贏得$25萬至$100萬的《百萬富翁》參賽者參加，而參賽者於此節目中贏得的獎金將會半數贈予他們自己選擇的慈善機構。他選擇了SARA基金會，並贏得了$25萬獎金。
卡彭特於2002年客串演出《監獄風雲》第4季第9集。他在該集中扮演虛構遊戲節目《Up Your Ante》的參賽者。
卡彭特與羅德·L·埃文斯合著了一本名為《與百萬美元頭腦鬥智斗勇：來自美國首個遊戲節目百萬富翁的世上最難瑣事競猜》（Matching Wits With the Million-Dollar Mind: The World's Hardest Trivia Quizzes From America's First Quiz Show Millionaire）。此書於2002年由Berkley圖書出版。
之後，他又參加了不少遊戲節目，其中包括《超級百萬富翁》、《以一敵百》、《大滿貫》等。

## 外部連結
- BBC News report （页面存档备份，存于）
- John Carpenter在互联网电影资料库（IMDb）上的資料（英文）
- Video clip （页面存档备份，存于） of the winning question and its answer on Youtube